# Засыпкина, Мария Юрьевна
Мария Юрьевна Засыпкина (родилась 9 декабря 1985 года в Туле) — российская гимнастка, заслуженный мастер спорта России, тренер.

## Биография

### Происхождение и семья
Родилась 9 декабря 1985 года в Туле. Отец — Юрий Павлович, мастер спорта по лёгкой атлетике, позже окончил Тульский механический институт, специализировался по электрофизико-химическим и эрозионным обработкам металлов, работал на оборонном заводе «Сплав». Мать — Лариса Михайловна, инженер-конструктор 2-й категории, работала на оборонном предприятии «Арсенал». Старшая сестра Анна — мастер спорта по спортивной гимнастике, выпускница РГАФК (психолог), преподавала физкультуру в Тульском политехническом университете. Муж Анны — Роман, кикбоксёр, сотрудник милиции общественной безопасности.
Мария училась в школе № 34 и СДЮШОР № 1 Тулы. Семья проживала в Туле в Советском районе в доме по улице Болдина: по данным на 2002 год, дом находился в аварийном состоянии.

### Спортивная карьера
Начинала спортивную карьеру с занятий лёгкой атлетикой. Антропометрические данные на время выступлений: рост 145 см, вес 36 кг. Первый тренер — Ольга Станиславовна Баранова, позже тренировалась под руководством Марии Владимировны Назаровой и Марины Владимировны Типковой (тренер тульской СДЮШОР). Представляла клуб «Вооружённые силы» (Тула). С 1996 по 2001 годы становилась лучшей гимнасткой года из учениц СДЮШОР № 1 города Тулы: до этого с 1991 по 1995 годы лучшей гимнасткой становилась её сестра Анна. Имели место случаи, когда перед соревнованиями дикторы Машу называли по ошибке Аней, а в протоколах турниров, где участвовала Маша, также было имя её сестры.
В 1995 году на чемпионате мира среди рабочих клубов в Италии попала в призёры. В составе сборной России в 1999 году выиграла золотую медаль Европейского юношеского олимпийского фестиваля в Дании, в 2000 году в рамках чемпионата Европы в Париже в категории юниоров стала чемпионкой континента в командном первенстве и бронзовым призёром в опорном прыжке. В 2000 году на юниорском чемпионате мира в Далласе выиграла четыре золотые медали, получив приглашение в основную сборную.
В 2001 году на чемпионате мира в бельгийском Генте завоевала серебряную медаль в командном первенстве, выступая в команде с такими опытными спортсменками, как Светлана Хоркина и Наталья Зиганшина. По её словам, суммарно все её медали на всех турнирах весили около 7 кг. Считалась одной из трёх лучших и наиболее известных спортсменок Тульской области наряду с велогонщицей Ольгой Слюсаревой и легкоатлеткой Олесей Зыкиной. После выступления в Бельгии была приглашена на показательные выступления во Франции.

### Травма
Перед выступлением во Франции Марина Типкова включила в программу новый сложный элемент. 9 ноября 2001 года во время тренировки на гимнастической базе «Озеро Круглое» Маша при исполнении нового опорного прыжка неудачно упала, приземлившись на голову, и получила серьёзную травму позвоночника. Версии о том, что именно произошло и какую ошибку допустила Маша при прыжке, расходятся и у Маши, и у её тренеров: по одной версии, Марины Типковой не было в зале в момент прыжка; по другой, она присутствовала и позже говорила, что подобные прыжки Маша выполняла и прежде с большим риском, но не получала травм. Скорая приехала через полтора часа: девушку госпитализировали в ЦИТО и сделали в тот же день экстренную операцию, вправив позвонок и сделав вытяжение, благодаря чему у Марии восстановилась подвижность конечностей. 12 ноября Мария перенесла ещё одну операцию, которой руководил профессор-нейрохирург Степан Ветрилэ: операция заняла три с половиной часа. Четвёртый шейный позвонок заменили на пластинку из специального титанового слова. По словам профессора, первую операцию успели сделать в течение первых шести часов после травмы, и это спасло Машу от полного паралича. Вскоре девочку перевели из реанимации в общую палату.
Новость о травме Маши вызвала большой резонанс в спортивной прессе: журналисты проводили параллели случившегося с травмой Елены Мухины в канун Олимпиады-1980, которая из-за перелома шейного позвонка осталась парализованной на всю жизнь, и травмой китаянки Лань Сан незадолго перед началом Игр доброй воли 1998 года (она сумела после реабилитации перейти в паралимпийский настольный теннис). В то же время на адрес гимнастки приходило множество писем с пожеланиями выздоровления, а её в больнице навещали тренеры и друзья по сборной. Врачи были убеждены, что Мария сможет встать на ноги, но констатировали, что спортивную карьеру она продолжить не сможет.

### Вне спорта
Последующую реабилитацию Мария проходила в санатории Самарского спортивного общества ЦСК ВВС. За полгода она полностью восстановила здоровье, однако после нескольких тренировок отказалась от продолжения спортивной карьеры, поскольку у неё стал проявляться страх перед исполнением элементов.
Позже получила высшее тренерское образование в РГУФК и устроилась работать в Обнинске в специализированной школе по спортивной гимнастике с детьми младшего и среднего возраста. В 2013 году вышла замуж.
Мария является однофамилицей актрисы и гимнастки Светланы Засыпкиной, сыгравшей главную роль в фильме «Куколка», также посвящённой гимнастке, которая из-за травмы ушла из спорта и пыталась начать новую жизнь.

## Достижения
- Чемпионка Европы: 2000[англ.] (командное первенство, юниоры)[1]
- Бронзовый призёр чемпионата Европы: 2000[англ.] (опорный прыжок, юниоры)[1]
- Серебряный призёр чемпионата мира: 2001 (командное первенство)[1]
- Чемпионка европейского юношеского олимпийского фестиваля: 1999[англ.] (командное первенство)[1]
- Чемпионка мира среди юниоров: 2000 (четырёхкратная)[2]